# Sándor Lestyán
Sándor Lestyán (född 1897, död 1956) var en ungersk författare, främst känd som dramatiker.
Lestyán har tillsammans med János Vaszary producerat ett flertal teaterpjäser. Deras pjäs Potyautas (Luftexpressen, som hade svensk teaterpremiär 1933) ligger till grund för filmen Atlantäventyret 1934.